# UNESCO jószolgálati nagykövet
Az UNESCO jószolgálati nagykövetei olyan ismert és elismert személyek, akik médiaszereplésük és egyéb tevékenységük során népszerűsítik az UNESCO alapelveit és egyes projektjeit. Minden ország több jószolgálati nagykövettel is rendelkezhet. A legtöbb kinevezett megjelöli fő céljait és projektjeit, melyek az utcagyerekek támogatásától az UNESCO Csernobil program népszerűsítéséig széles skálán helyezkednek el. A nagykövetek a munkájukat nagyban segítő embereknek tiszteletbeli konzuli címet adományozhatnak.

## Hivatalban lévő UNESCO jószolgálati nagykövetek
A hivatalban lévő UNESCO jószolgálati nagykövetek listája.
| Név                                   | Ország                                                           | Kinevezve                                                        | Támogatott projektek és tevékenységek                                                                                           | Link |
| ------------------------------------- | ---------------------------------------------------------------- | ---------------------------------------------------------------- | --- | ---- |
| Ara Abramyan                          | Oroszország                                                      | org/en/ev.php-URL_ID=12878&URL_DO=DO_TOPIC&URL_SECTION=201.html] | |      |
| Valdas Adamkus                        | Litvánia                                                         | 2003. szeptember 29.                                             | Tudásalapú társadalom kiépítése                                                                                                 |      |
| Mehriban Aliyeva                      | Azerbajdzsán                                                     | 2004. szeptember                                                 | A kulturális világörökség védelme, különös tekintettel a szájhagyományokra                                                      |      |
| Alicia Alonso                         | Kuba                                                             | 2002. június 7.                                                  | A balett népszerűsítése (a kulturális világörökségi programon belül)                                                            |      |
| Ivonne A-Baki                         | Ecuador                                                          | 2010. február 15.                                                | |      |
| Patrick Baudry                        | Franciaország                                                    | 1999. szeptember                                                 | Fiatalok oktatása szemináriumok, tudományos konferenciák és gyakorlati projektek által                                          |      |
| Pierre Bergé                          | Franciaország                                                    | 1993. július 2.                                                  | Küzdelem az AIDS ellen, az emberi jogokért és a kulturális világörökségért                                                      |      |
| Chantal Biya                          | Kamerun                                                          | 2008. november 14.                                               | Oktatás és társadalmi integráció                                                                                                |      |
| Montserrat Caballé                    | Spanyolország                                                    | 1994. április 22.                                                | Adománygyűjtés a nehéz helyzetben lévő és a háborúnak áldozatul esett gyermekek javára                                          |      |
| Pierre Cardin                         | Franciaország                                                    | 1991                                                             | A Csernobil-program népszerűsítése, a Tolerancia Hat Zászlaja létrehozása és népszerűsítése a tagállamokban                     |      |
| Claudia Cardinale                     | Olaszország                                                      | 2000. március                                                    | Küzdelem a nők jogaiért, különösen a Földközi-tenger medencéjében, környezetvédelem                                             |      |
| Karolina monacói hercegnő             | Monaco                                                           | 2003. december 2.                                                | Gyermek és családvédelem, a nők és leányok helyzetének erősítése Afrikában                                                      |      |
| Esther Coopersmith                    | Egyesült Államok                                                 | 2009. szeptember 15.                                             | Kultúraközi párbeszéd |      |
| Cheick Modibo Diarra                  | Mali                                                             | 1998                                                             | Az oktatás, különösen a tudományok népszerűsítése, fenntartható fejlődés Afrikában                                              |      |
| Miguel Angel Estrella                 | Argentína                                                        | 1989. október 26.                                                | A béke és tolerancia kultúrájának népszerűsítése zenével                                                                        |      |
| Vigdís Finnbogadóttir                 | Izland                                                           | 1998                                                             | A nyelvi diverzitás, a nők jogainak, az oktatás népszerűsítése                                                                  |      |
| Firjál jordán hercegné                | Jordánia                                                         | 1992                                                             | Az "Oktatást mindenkinnke" kezdeményezés népszerűsítése, humanitárius tevékenységek, világörökség, nők jogai                    |      |
| Ivry Gitlis                           | Izrael                                                           | 1990                                                             | Az oktatás, illetve a Béke és Tolerancia Kultúrájának támogatása                                                                |      |
| Nizan Guanaes                         | Brazília                                                         | 2011. május 27.                                                  | |      |
| Christine Hakim                       | Indonézia                                                        | 2008. március 11.                                                | Tanárképzés Délkelet-Ázsiában                                                                                                   |      |
| Bahia Hariri                          | Libanon                                                          | 2000. november 17.                                               | Világörökség, oktatás, kultúra, nők jogai, fenntartható fejlődés az arab világban                                               |      |
| Vitaly Ignatenko                      | Oroszország                                                      | 2008                                                             | Az orosz nyelvű újságírók képzése, eszmék szabad áramlása az orosz nyelvterületen                                               |      |
| Jean-Michel Jarre                     | Franciaország                                                    | 1993. május 24.                                                  | Környezetvédelem (víz, elsivatagosodás elleni küzdelem, újrahasznosítható energiaforrások), ifjúság és tolerancia, Világörökség |      |
| Nasser David Khalili                  | Egyesült Királyság                                               | 2012. október                                                    | |      |
| Marc Ladreit de Lacharriere           | Franciaország                                                    | 2009. augusztus 27.                                              | |      |
| Lalla Meryem marokkói hercegnő        | Marokkó ev.php-URL_ID=8314&URL_DO=DO_TOPIC&URL_SECTION=201.html] |                                                                  | |      |
| Maha Chakri Sirindhorn thai hercegnő  | Thaiföld                                                         | 2005. március 24.                                                | A kisebbségi gyermekek támogatása, kulturális örökségük védelme                                                                 |      |
| Jean Malaurie                         | Franciaország                                                    | 2007. július 17.                                                 | A sarkvidéki problémák, környezetvédelmi kérdések, az Északi-sarkvidék őslakosai kultúrájának védelme                           |      |
| Nelson Mandela                        | Dél-afrikai Köztársaság                                          | 2005. július 12.                                                 | |      |
| Mária Terézia luxemburgi nagyhercegné | Luxemburg                                                        | 1997. június 10.                                                 | Oktatás, a nők jogai, mikrohitelezés és küzdelem a szegénység ellen                                                             |      |
| Rigoberta Menchu Túm                  | Guatemala                                                        | 1996. június 21.                                                 | A béke kultúrájának terjesztése, az őslakosok jogainak védelme                                                                  |      |
| Oskar Metsavaht                       | Brazília                                                         | 2011. május 27.                                                  | |      |
| Vik Muniz                             | Brazília                                                         | 2011. május 27.                                                  | |      |
| Kitín Munoz                           | Spanyolország                                                    | 1997. április 22.                                                | Az őslakosok kultúrájának védelme és népszerűsítése, környezetük védelme                                                        |      |
| Ute-Henriette Ohoven                  | Németország                                                      | 1992                                                             | Rászoruló gyermekek oktatása |      |
| Cristina Owen-Jones                   | Olaszország                                                      | 2004. március 23.                                                | AIDS megelőzési oktatási program                                                                                                |      |
| Kim Phuc Phan Thi                     | Vietnám                                                          | 1994. november 10.                                               | Gyermekek, árvák és a háború áldozatainak védelme és oktatása                                                                   |      |
| Susana Rinaldi                        | Argentína                                                        | 1992. április 28.                                                | Utcagyerekek védelme, a béke kultúrája                                                                                          |      |
| Yazid Sabeg                           | Franciaország                                                    | 2010. február                                                    | |      |
| Hasszán I. Shaker                     | Szaúd-Arábia                                                     | 1989                                                             | Adománygyűjtés, szegény gyermekek és nők, a háborúk áldozatai, oktatás, mikrohitelezés                                          |      |
| Madanjeet Singh                       | India                                                            | 2000. november 16.                                               | A South Asia Foundation alapítója, regionális együttműködés, oktatás                                                            |      |
| Zurab Tsereteli                       | Grúzia                                                           | 1996. március 30.                                                | Kulturális és művészeti projektek                                                                                               |      |
| Giancarlo Elia Valori                 | Olaszország                                                      | 2001                                                             | A szellemi kulturális örökség védelme                                                                                           |      |
| Mariána Vardinojiáni                  | Görögország                                                      | 1999. óktóber 21.                                                | A gyermekkor védelme, a kulturális olimpia népszerűsítése, humanitárius segély                                                  |      |
| Milú Villela                          | Brazília                                                         | 2004. november 10.                                               | Önkéntes mozgalmak, alapfokú oktatás Latin-Amerikában                                                                           |      |
| Forest Whitaker                       | Egyesült Államok                                                 |                                                                  | |      |
| Tiszteletbeli nagykövet               |                                                                  |                                                                  | |      |
| Laura Welch Bush                      | Egyesült Államok                                                 | 2003. február 13.                                                | UNESCO tiszteletbeli nagykövet az Írásbeliség Évtizede alkalmából (2003–2012)                                                   |      |

## Elhunyt jószolgálati nagykövetek
| Név                   | Ország                     | Szolgálati idő | Link  |
| --------------------- | -------------------------- | -------------- | ----- |
| Yehudi Menuhin        | Svájc · Egyesült Királyság | 1992–1999      | [ 6 ] |
| Mstislav Rostropovich | Oroszország                | 1998–2007      | [ 6 ] |

## Fordítás
- Ez a szócikk részben vagy egészben  az   UNESCO_Goodwill_Ambassador című angol Wikipédia-szócikk fordításán alapul.  Az eredeti cikk szerkesztőit annak laptörténete sorolja fel. Ez a jelzés csupán a megfogalmazás eredetét és a szerzői jogokat jelzi, nem szolgál a cikkben szereplő információk forrásmegjelöléseként.